# Palazzo Petroni Cenci Bolognetti

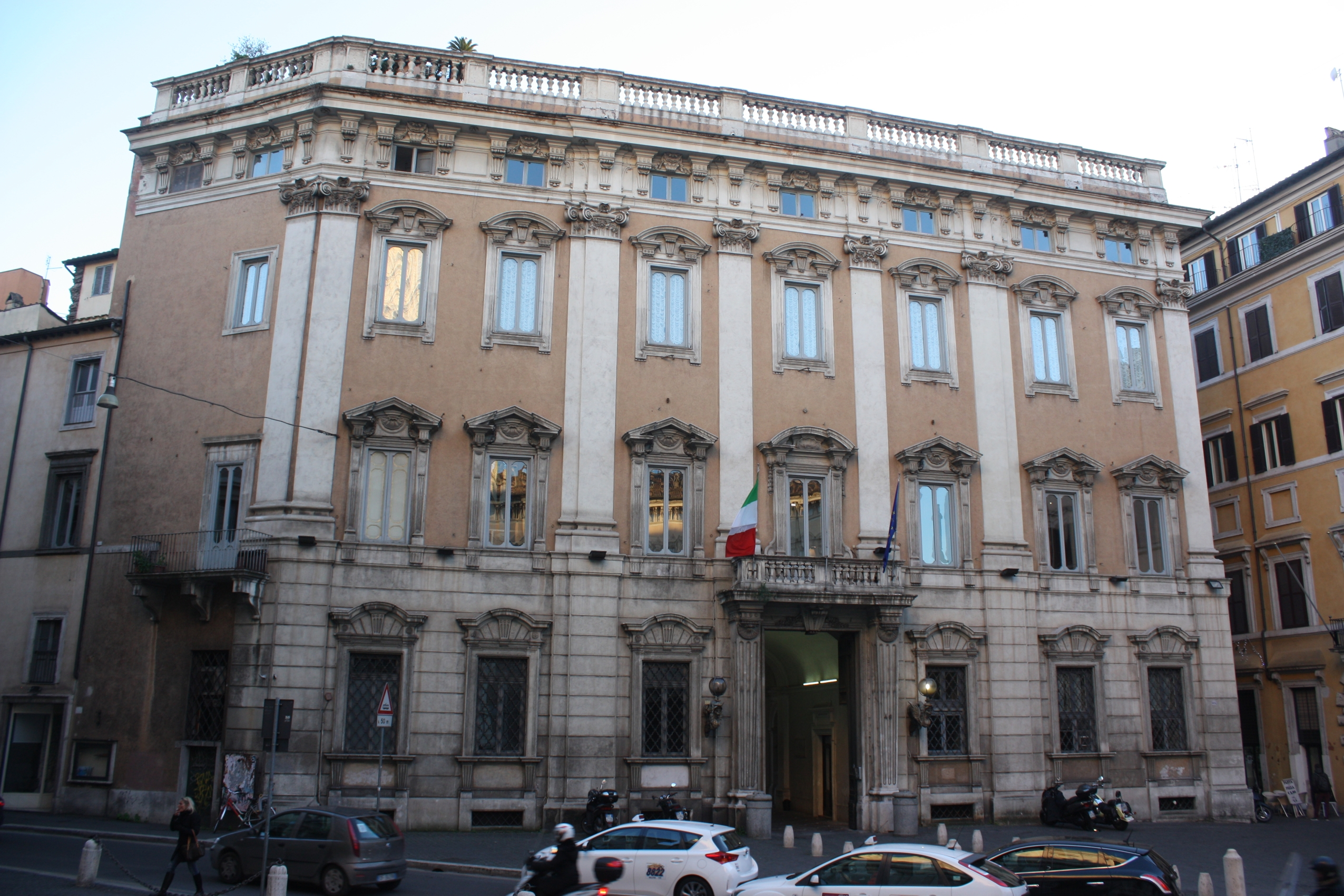
Fachada do palácio na Piazza del Gesù.

Palazzo Petroni Cenci Bolognetti, conhecido também como Palazzo Cenci-Bolognetti, é um palácio rococó localizado na Piazza del Gesù, no rione Pigna, perto da Igreja de Jesus. 

## História
A família napolesa dos Petroni, presente em Roma desde 1407, construiu três palácios na Piazza del Gesù, o mais antigo dos quais em 1563, obra do arquiatro papal Alessandro Petroni. Este edifício foi mais tarde alterado e incorporado no palácio vizinho, construído em 1737 para o conde Alessandro Petroni, que encarregou Ferdinando Fuga, o arquiteto preferido dos papas Clemente XII e Bento XIV, de construir uma nova fachada integrando os edifícios. Este novo palácio é o moderno Palazzo Petroni Cenci Bolognetti, cujo visual lembra o do Palazzo Odescalchi, mas com alguns detalhes, como o portal, diferentes. Rosas, o símbolo heráldico dos Petroni, foram colocadas por Fuga em vários pontos do palácio.

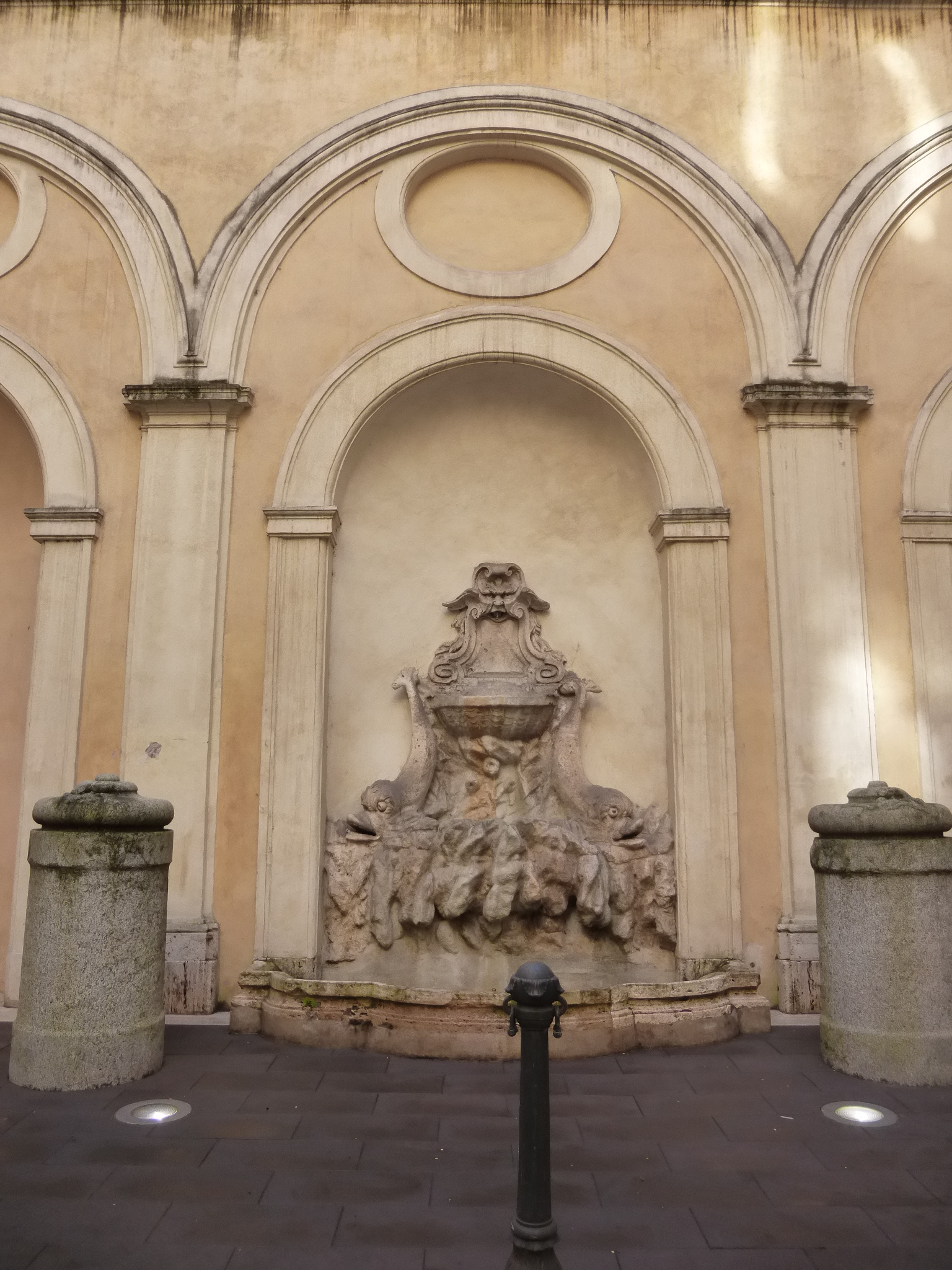
Fonte no pátio interno.

O palácio passou para os Bolognetti, príncipes de Vicovaro, na segunda metade do século XVIII e passou para as mãos de Alessandro Cenci Bolognetti, sobrinho do último Bolognetti e filho de Virgínio Cenci. A última herdeira da família, a princesa Beatrice Fiorenza, deixou o edifício para a Universidade de Roma - La Sapienza em 1955 com o objetivo de criar um Instituto Pasteur. O edifício, reformado em 1990, foi sede do partido da Democracia Cristã entre 1946 e 1992.

### Palazzo Petroni Borgnana

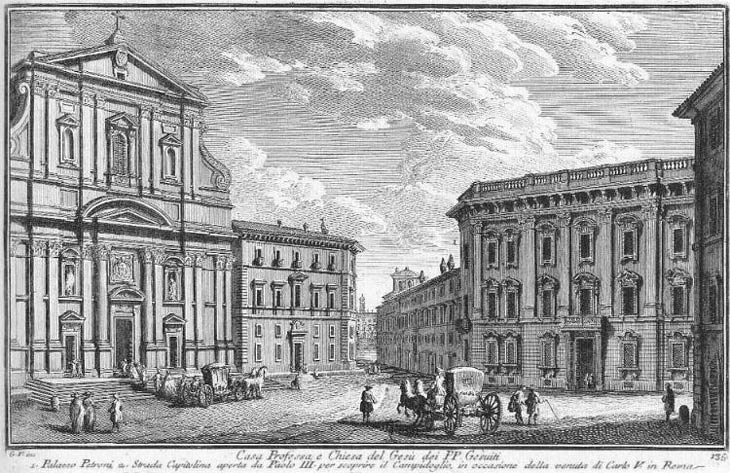
Gravura de Giuseppe Vasi (1756), mostrando a Igreja de Jesus à esquerda e o Palazzo Petroni Cenci Bolognetti à direita.

O terceiro palácio, localizado à esquerda do Palazzo Petroni Cenci Bolognetti, é conhecido como Palazzo Petroni Borgnana, também propriedade do arquiatro Alessandro Petroni e que passou mais tarde para a família Borgnana, fato testemunhado pela inscrição "BORGNANA" gravada na arquitrave do portal do século XVI.

## Descrição
A fachada principal do palácio apresenta, no piso térreo, todo rusticado, seis janelas com tímpanos mistos e com grades, outras seis com tímpanos triangulares no piso nobre e mais seis com tímpanos curvos no terceiro. O portal de ingresso é flanqueado por duas luminárias em formato de dragões e por pilastras caneladas que sustentam um balcão. O beiral, sustentado por mísulas no interior das quais se abrem pequenas janelas, é encimado por uma balaustrada. Os dois pisos superiores são divididos por quatro pilastras centrais e mais duas nas esquinas, com capiteis jônicas. O pátio interno abriga uma fonte e um pórtico.
Os ambientes do piso nobre são decorados por um ciclo de afrescos representando o "Julgamento de Páris". Na capela interna está uma cópia da "Madonna" de Guido Reni. De especial interesse é o "Gabinetto della Contessa", decorado com ricos painéis de madeira. 